# Загарино (Ульяновская область)
Загарино — село в составе Живайкинского сельского поселения Барышского района Ульяновской области. 

## География
Находится на расстоянии примерно 23 километра на юг-юго-восток по прямой от районного центра города Барыш.

## Название
Название села произошло от расположенных с левой стороны от села гор (холмов) «Загорино», т.е. за горами. По другой версии: название села произошло от фамилии его владельца. «…1700 год, май 10, запись, данная в Сызранской приказной избе Симбирским служивым человеком Матвеем Загариным на промен атемарскому служилому человеку части своей деревни «Загариной».

## История
Основано в 1683 году, при строительстве Сызранской черты.
В 1777 году прихожанами был построен деревянный храм (перестроен в 1886 г.). Престолов в нём два: главный (холодный) — во имя Святителя и Чудотворца Николая и в приделе (теплый) — во имя св. мученицы Параскевы.
В 1780 году, при создании Симбирского наместничества, село Николаевское Загарино тож, однодворцев, помещичьих крестьян, вошло в состав Канадейского уезда.
На 1859 год Загарино, по тракту из приг. Канадея в г. Карсун, во 2-м стане Сызранского уезда Симбирской губернии, имелась деревянная Николаевская церковь.
В 1865 году была открыта земская школа.
В 1913 году в селе был 427 дворов и 1670 жителей, имелась Николаевская деревянная церковь (не сохранилась). В селе Загарино с 1930 года существовали два колхоза — имени Кирова и имени Молотова.
В 1990-е годы работал  СПК «Загаринский»..

## Население
Население составляло: на 1900 г. прихожан в селе в 186 дворах жило: 743 м. и 800 ж.;  617 человек (русские 89%) в 2002 году, 509 по переписи 2010 года.
- Уроженец села Узинцев, Николай Иванович — Герой Социалистического Труда (1966).